# Anime nere
Anime nere (Engelse titel: Black Souls) is een Italiaans-Franse film uit 2014, geregisseerd door Francesco Munzi en gebaseerd op de gelijknamige roman van Giocchino Criaco. De film ging op 29 augustus in première in de competitie van het filmfestival van Venetië waar hij verscheidene prijzen won.

## Verhaal
Luigi, Rocco en Luciano zijn drie broers en leden van een maffiafamilie. Luigi, de jongste, is een internationale drugsdealer. Rocco woont samen met zijn vrouw Valeria en hun dochter in Milaan waar hij illegaal geld investeert in vastgoed. De oudste van de drie, Luciano lijkt ogenschijnlijk niks met de zaken van zijn broers te maken te hebben. Zijn zoon Leo is een niksnut die op een avond enkele schoten lost op een bar die beschermd wordt door de 'Ndrangheta, een rivaliserende clan. Daardoor ontketent hij een oorlog tussen de clan en zijn familie.

## Rolverdeling
| Acteur             | Personage |
| ------------------ | --------- |
| Marco Leonardi     | Luigi     |
| Peppino Mazzotta   | Rocco     |
| Fabrizio Ferracane | Luciano   |
| Barbora Bobuľová   | Valeria   |
| Anna Ferruzzo      | Antonia   |
| Giuseppe Fumo      | Leo       |

## Productie
De film werd in 2015 genomineerd voor 16 David di Donatello-prijzen waarvan er 9 gewonnen werden. Hij won ook 3 Nastri d'argento (beste scenario, productie en montage) en werd genomineerd voor de Globo d'oro (Italiaanse Golden Globe) voor beste film.

## Prijzen en nominaties
De belangrijkste:
| Jaar | Prijs                    | Categorie                                     | Genomineerde(n)                                         | Uitslag  |
| ---- | ------------------------ | --------------------------------------------- | ------------------------------------------------------- | -------- |
| 2015 | Premi David di Donatello | Beste film                                    | Francesco Munzi                                         | Gewonnen |
| 2015 | Premi David di Donatello | Beste regie                                   | Francesco Munzi                                         | Gewonnen |
| 2015 | Premi David di Donatello | Beste scenario                                | Francesco Munzi, Fabrizio Ruggirello & Maurizio Braucci | Gewonnen |
| 2015 | Premi David di Donatello | Beste productie                               | Cinemaundici, Babe Films and Rai Cinema                 | Gewonnen |
| 2015 | Premi David di Donatello | Beste cinematografie                          | Vladan Radovic                                          | Gewonnen |
| 2015 | Premi David di Donatello | Beste montage                                 | Cristiano Travaglioli                                   | Gewonnen |
| 2015 | Premi David di Donatello | Beste geluid                                  | Stefano Campus                                          | Gewonnen |
| 2015 | Premi David di Donatello | Beste muziek                                  | Giuliano Taviani                                        | Gewonnen |
| 2015 | Premi David di Donatello | Beste song                                    | Giuliano Taviani en Massimo De Lorenzo                  | Gewonnen |
| 2014 | Filmfestival van Venetië | Premio Francesco Pasinetti voor beste film    | Francesco Munzi                                         | Gewonnen |
| 2014 | Filmfestival van Venetië | Premio Fondazione Mimmo Rotella               | Luigi Musini                                            | Gewonnen |
| 2014 | Filmfestival van Venetië | Premio Schermi di Qualità – Carlo Mazzacurati | Francesco Munzi                                         | Gewonnen |